# Côtes rocheuses, dunes, landes et marais de l'île d'Yeu
Côtes rocheuses, dunes, landes et marais de l'île d'Yeu este o arie protejată (sit de importanță comunitară — SCI) din Franța întinsă pe o suprafață de 1.350 ha, din care 22 % marine.

## Localizare
Centrul sitului Côtes rocheuses, dunes, landes et marais de l'île d'Yeu este situat la coordonatele 46°41′43″N 2°21′25″W / 46.69528°N 2.35694°V.

## Înființare
Situl Côtes rocheuses, dunes, landes et marais de l'île d'Yeu a fost declarat arie specială de conservare în baza directivei 92/43 din 1992 referitoare la conservarea habitatelor naturale și a faunei și florei sălbatice pentru a proteja 2 specii de plante.

## Biodiversitate
Situată în ecoregiunea atlantică, aria protejată conține 28 de habitate naturale: Bancuri de nisip acoperite în permanență slab de apă marină, Pajiști uscate atlantice de coastă cu Erica vagans, Păduri de Quercus ilex și Quercus rotundifolia, Pajiști uscate europene, Formațiuni ierboase bogate în specii de Nardus, dezvoltate pe substraturi silicioase în zone montane (și în zone submontane, în Europa continentală), Fânețe de joasă altitudine (Alopecurus pratensis, Sanguisorba officinalis), Pajiști umede mediteraneene cu ierburi înalte de Molinio-Holoschoenion, Recifuri, Vegetație anuală la limita mareei, Salicornia și alte specii anuale care populează regiunile mlăștinoase și nisipoase, Pășuni atlantice udate de apa mării (Glauco-Puccinellietalia maritimae), Dune cu Salix repens ssp. argentea (Salicion arenariae), Ape oligotrofe din câmpii nisipoase, cu un conținut foarte redus de minerale (Littorelletalia uniflorae), Ape stătătoare oligotrofe până la mezotrofe, cu vegetație de Littorelletea uniflorae și/sau de Isoëto-Nanojuncetea, Lacuri eutrofice naturale cu vegetație de tip Magnopotamion sau Hydrocharition, Terase mlăștinoase și terase nisipoase neacoperite de apă la reflux, Dune mobile de-a lungul țărmului cu Ammophila arenaria („dune albe”), Dune fixe decalcificate atlantice (Calluno-Ulicetea), Dune împădurite din regiunile atlantică, continentală și boreală, Păduri pe pante, grohotișuri și ravene de Tilio-Acerion, Dune mobile cu vegetație embrionară, Depresiuni intradunale umede, Pante stâncoase silicioase cu vegetație casmofită, Estuare, Faleze cu vegetație de pe coastele atlantice și baltice, Pășuni mediteraneene udate de apa mării (Juncetalia maritimi), Dune de coastă fixe cu vegetație erbacee („dune gri”), Ape oligotrofe în general din solurile nisipoase vest-mediteraneene, cu un conținut foarte redus de minerale, cu Isoetes spp..
La baza desemnării sitului se află mai multe specii protejate de  plante (2): Omphalodes littoralis, Rumex rupestris.
Pe lângă speciile protejate, pe teritoriul sitului au mai fost identificate 4 specii de plante, 2 specii de păsări, 2 specii de reptile.